# Heute-show

Logo

De heute-show (zonder hoofdletters geschreven) is een Duits satirisch televisieprogramma op ZDF, voor het eerst uitgezonden op 26 mei 2009. Presentator is Oliver Welke; hoofdscenarist is Morten Kühne.
De heute-show is geïnspireerd door het Amerikaanse The Daily Show en heeft de vorm van een journaal met reportages en interviews.
Verschillende correspondenten, onder wie Martin Sonneborn en Dietrich Hollinderbäumer (alias Ulrich von Heesen) leveren als journalisten oftewel hun sarcastische, oftewel hun laconiek-ongeïnteresseerde bijdragen vanuit zogezegd alle uithoeken van de wereld, die echter via de chromakey-techniek ter plekke in de studio opgenomen worden. 
Martina Hill, alias Tina Hausten, is een studiomedewerkster die verschillende politieke en economische problemen in de studio op uitzonderlijk incompetente wijze uitlegt. Hans-Joachim Heist, alias Gernot Hassknecht, heeft tot taak duiding bij de actualiteit te leveren en daarbij agressief en gewelddadig te worden. Voorts verschijnen ook geregeld daadwerkelijke studiogasten in het programma; dit kunnen zowel politici en mediafiguren als andere komieken zijn.
Een terugkomend onderdeel in de heute-show is het gebruik van animatiefiguurtjes die op de Mainzelmännchen geïnspireerd zijn.
Voor de uitzending van 14 mei 2010 interviewde Martin Sonneborn de farmaceutische lobbyist Peter Schmidt, die hij overreed had met de mededeling dat het materiaal voor het nieuws, id est het heute-journal, gebruikt zou worden. Hierop verbood ZDF-programmadirecteur Thomas Bellut de redactie van de heute-show het gebruik van de termen heute en heute-journal.
In 2009, 2010 en 2011 won de heute-show de Deutsche Comedypreis. In 2011 verscheen tevens een boek met de beste excerpten uit het programma.
Een van de regisseurs van dit programma is de Nederlander Rolf Meter, die er al vanaf het begin van het programma bij is.